# Aktinidiovité
Aktinidiovité (Actinidiaceae) je čeleď rostlin vyšších dvouděložných rostlin z řádu vřesovcotvaré (Ericales).

## Popis
Rostliny z této čeledi jsou keře a stromy, méně často popínavé liány. Listy jsou střídavé, jednoduché, krátce nebo dlouze řapíkaté a bez palistů. Okraj čepele je často pilovitý. Listy a mladé stonky jsou často pýřité. Květenství jsou úžlabní, chudokvětá až bohatá. Květy jsou pravidelné, jedno nebo oboupohlavné, nejčastěji pětičetné. Kališní lístky jsou obvykle zelené, korunní nejčastěji bílé. Tyčinek je 15 až mnoho. Semeník je svrchní, srostlý z 5 (3 až 30) plodolistů. Plodem je obvykle bobule, u některých druhů rodu Sauraia tobolka. Plody obsahují mnoho drobných černých semen.

## Rozšíření
Čeleď zahrnuje 3 rody a asi 350 druhů. Je rozšířena v tropech a subtropech východní a jihovýchodní Asie, v severní Austrálii a rod Saurauia i v horách Střední a Jižní Ameriky. Chybí v Africe.

## Ekologické interakce
Opylování probíhá nejčastěji hmyzem, zvláště brouky.

## Prehistorie
Fosilní nálezy svědčí o tom, že čeleď měla v minulosti větší rozšíření. Rod Parasaurauia, řazený k této čeledi, je nalézán v Severní Americe v uloženinách pozdní křídy.

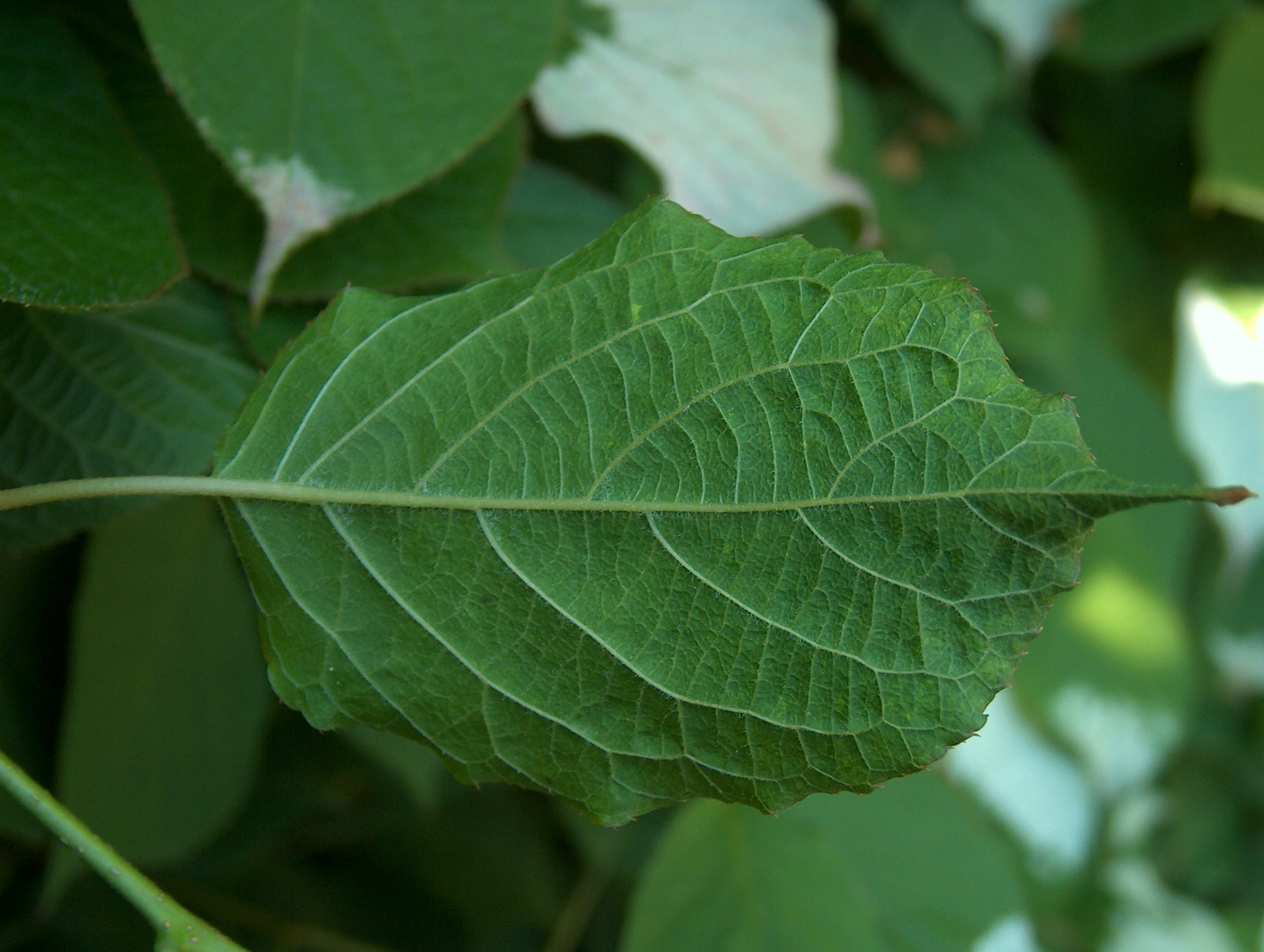
Detail listu aktinidie amurské (Actinidia kolomikta)
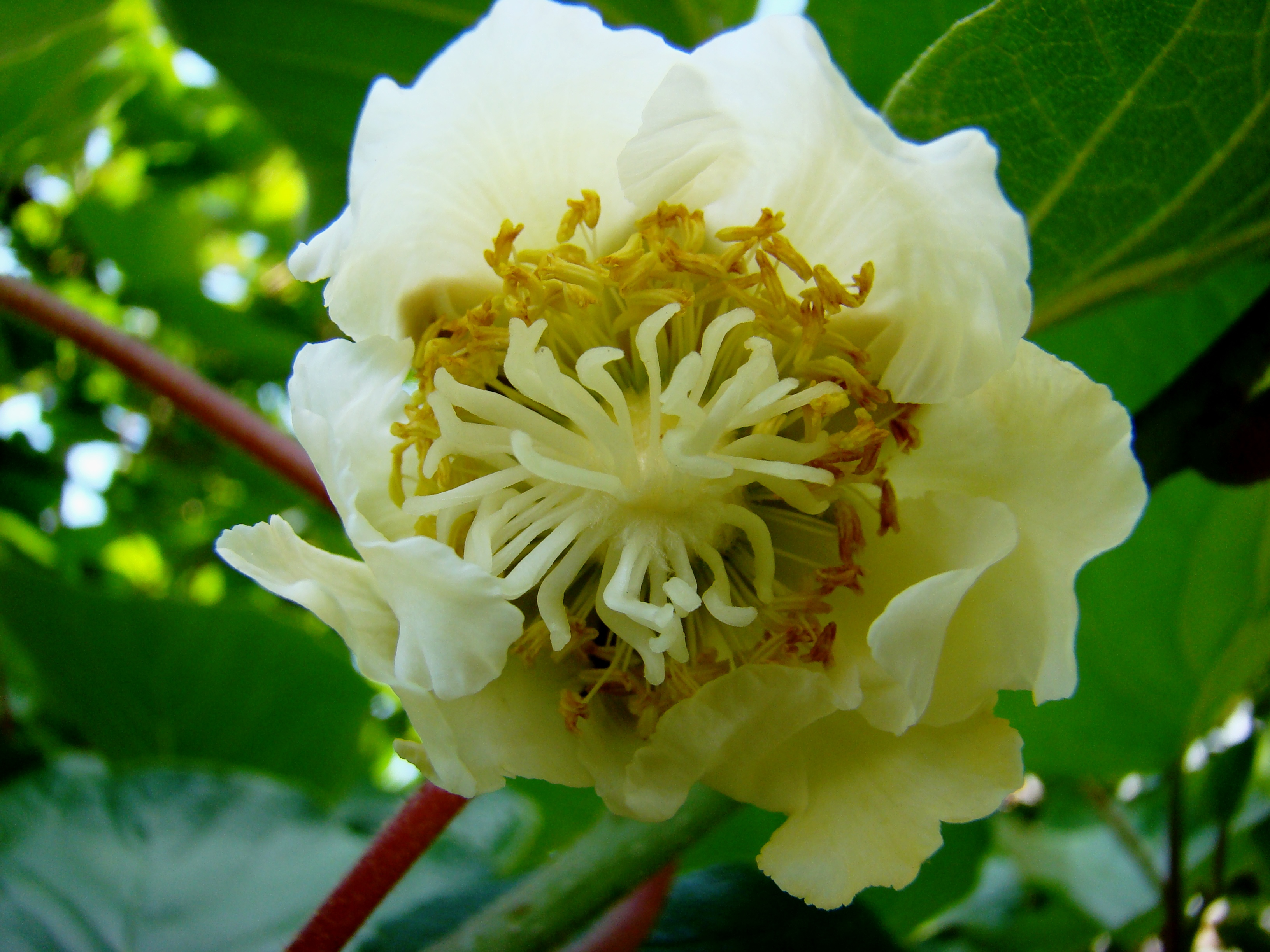
Detail květu aktinidie čínské
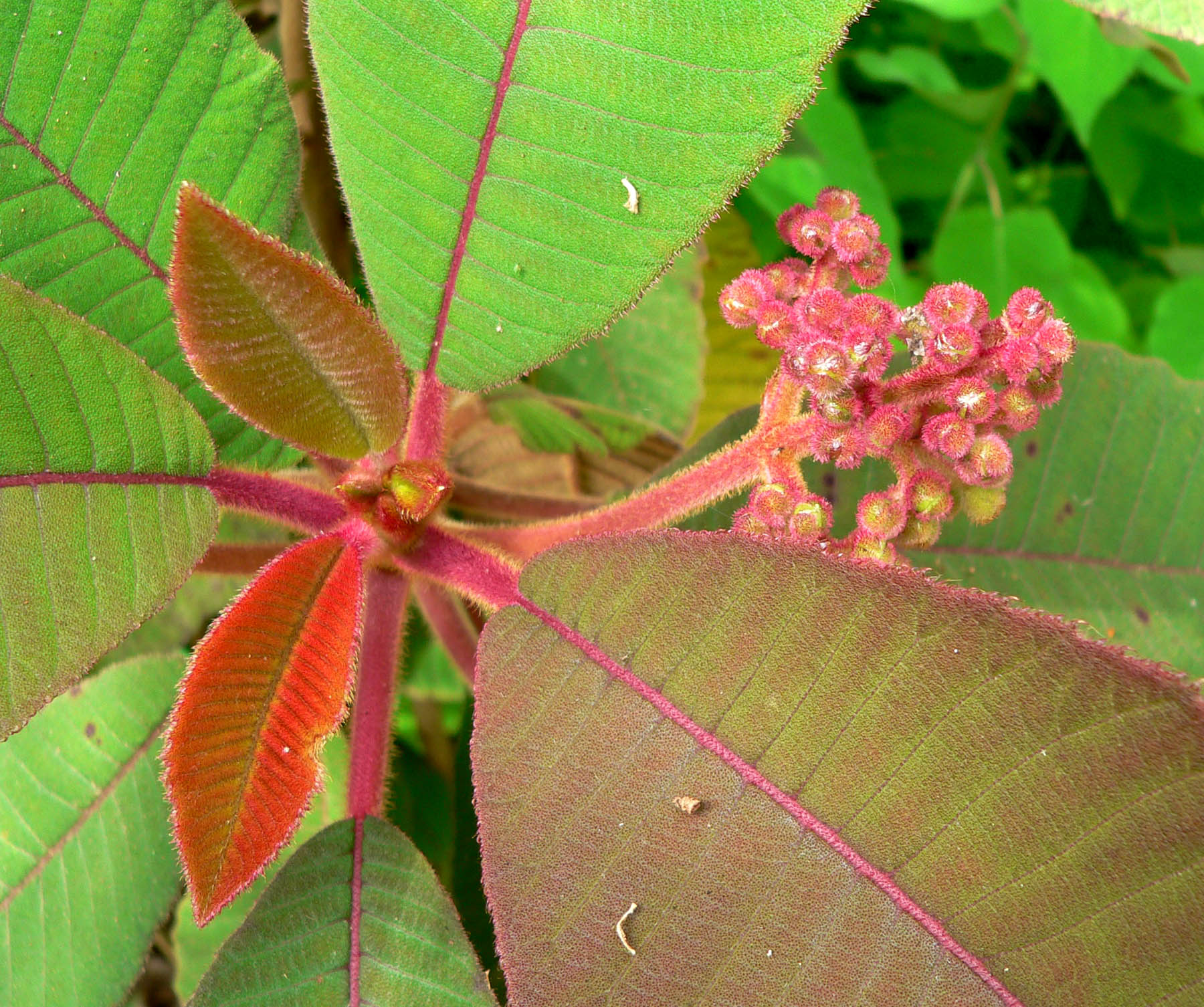
Nakvétající Saurauia madrensis
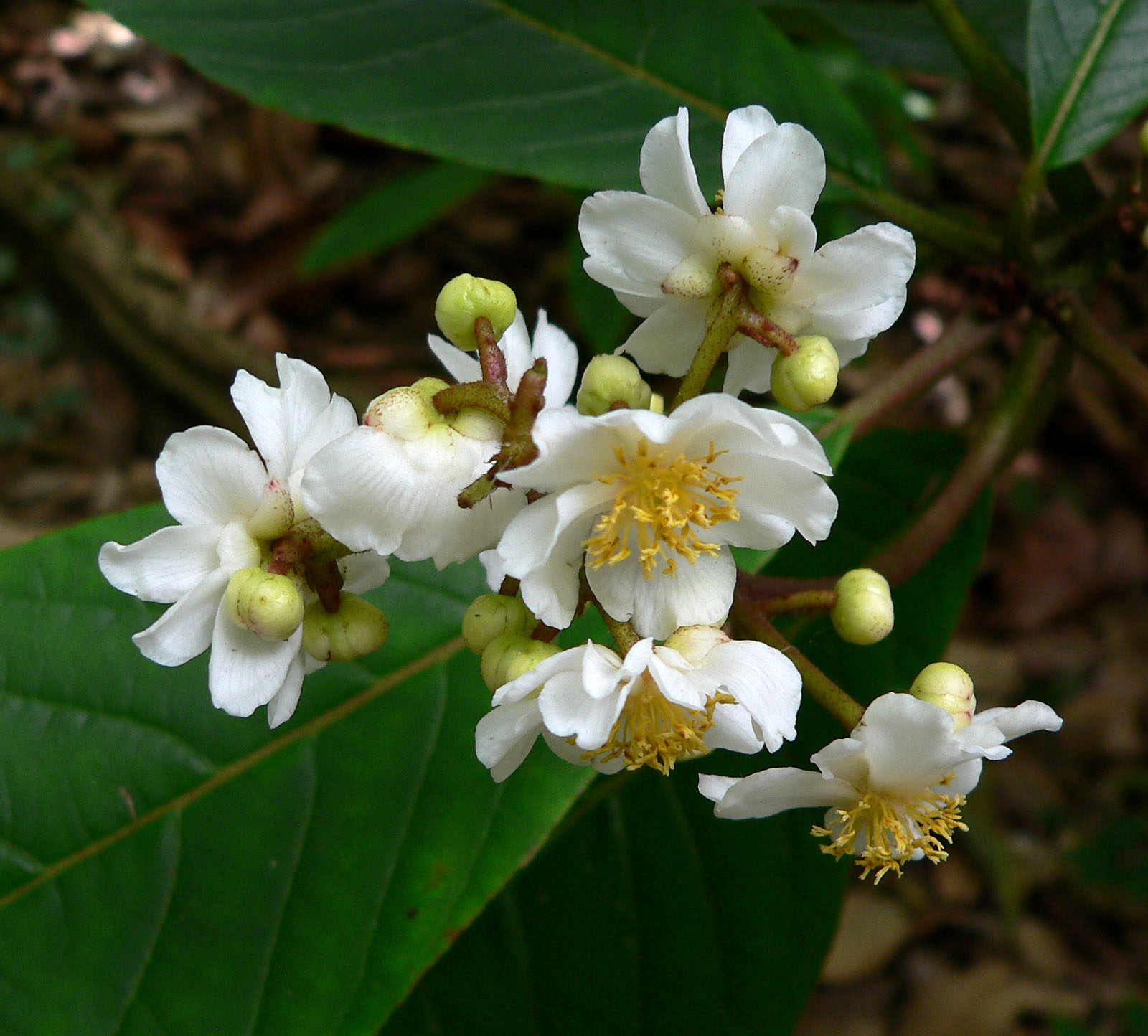
Kvetoucí Saurauia zahlbruckneri

## Taxonomie
Podle molekulárních studií jsou Actinidiaceae sesterskou větví čeledi Roridulaceae a obě tvoří monofyletickou větev spolu s čeledí špirlicovité (Sarraceniaceae).
V tradičních systémech byla čeleď řazena do blízkosti čeledi vřesovcovité (Ericaceae). Cronquist ji řadil do řádu Theales v rámci Dilleniidae, Dahlgren do Ericales v nadřádu Ericanae a Tachtadžjan do samostatného řádu Actinidiales v rámci nadřádu Ericanae.
Rod Sladenia, dříve řazený do Actinidiaceae, byl přeřazen do čeledi Sladeniaceae.

## Zástupci
- aktinidie (Actinidia)
- saurauja (Saurauia)[5]

## Přehled rodů
Actinidia, Clematoclethra, Saurauia